# Флинтстоуны в Рок-Вегасе
«Флинтстоуны в Рок-Вегасе» (англ. The Flintstones in Viva Rock Vegas) — американская романтическая комедия Брайана Леванта 2000 года. Фильм является приквелом фильма 1994 года «Флинтстоуны», который в свою очередь основан на одноимённом мультсериале студии Hanna-Barbera, выходившем с 1960 по 1966 годы. Актёры первого фильма не повторяют свои роли в новом фильме.

## Сюжет
Лучшие друзья Фред Флинтстоун и Барни Раббл получают квалификацию крановщиков и работу в карьере. Теперь они начинают задумываться о том, что им пора бы уже найти себе подруг. В это время они знакомятся с маленьким зелёным инопланетянином по имени Великий Газу, который прибыл на Землю изучать брачные ритуалы людей. Тем временем Вилма Слэгхупл, девушка из богатой семьи, по настоянию матери должна выйти замуж за Чипа Рокфеллера, представителя другой богатой семьи. Вилма сбегает из дома, поскольку не согласна на такой брак. В кафе она знакомится с официанткой по имени Бетти О’Шейл. Бетти принимает Вилму за «беспещерную» и позволяет пожить у себя, поскольку сама одно время жила в приюте. Вилма устраивается официанткой в это же кафе.
В кафе Фред и Барни знакомятся с Вилмой и Бетти и вместе отправляются на двойное свидание в парк аттракционов. Первоначально Фред ухаживает за Бетти, а Барни за Вилмой, но отношения с девушками у мужчин начинают складываться лучше, когда они меняются своими парами. На одном из аттракционов Фред выигрывает яйцо, из которого появляется динозаврик. Его называют Дино и он становится домашним питомцем. Вилма собирается вернуться домой по случаю дня рождения своего отца. Она приглашает на это событие и своих новых друзей. Так вся компания узнаёт, что Вилма из богатой семьи. Отец дарит Вилме жемчужное ожерелье, которое когда-то носила её прапрабабушка. Праздник портит Дино, который неожиданно врывается в обеденный зал.
Чип Рокфеллер раздосадован тем, что Вилма предпочла другого, однако не оставляет надежды изменить её мнение. Чип приглашает Вилму и её друзей на открытие своего казино в Рок-Вегасе. Он даёт кредит Фреду и позволяет выигрывать, из-за чего тот впадает в состояние азарта. Фред хочет выиграть как можно больше ракушек, так как почувствовал себя неловко из-за своей бедности, когда узнал, что Вилма из богатой семьи. В какой-то момент Чип переключает все автоматы и столы в казино в «режим проигрыша» и оставляет Фреда ни с чем. Затем он подбрасывает ему в карман ожерелье Вилмы, чтобы обвинить в воровстве. При этом самому Чипу нужна Вилма только из-за богатства её семьи. Он испытывает проблемы с финансами и задолжал бандитам.
Проблемы с девушкой начинаются и у Барни. Сообщница Чипа Рокси пытается отвлечь его от Фреда, чтобы тот не мешал Фреду проигрывать. Бетти же неверно трактует поведение Барни и Рокси. На рыдающую у бассейна Бетти обращает внимание музыкант Мик Джаггед из группы «Стоунз», который не упускает возможности отвести симпатичную девушку в свой номер. Ситуация проясняется, когда Барни признаётся Бетти в любви. Фред же выходит на сцену вместо Джеггеда и в свою очередь признаётся в любви Вилме. Здесь же в Рок-Вегасе Фред и Вилма играют свадьбу, а букет невесты ловит Бетти.

## В ролях
- Марк Эдди — Фред Флинтстоун
- Стивен Болдуин — Барни Раббл
- Кристен Джонстон — Вилма Слэгхупл
- Джейн Краковски — Бетти О’Шейл
- Томас Гибсон — Чип Рокфеллер
- Алан Камминг — Великий Газу / Мик Джаггед
- Харви Корман — Полковник Слэгхупл
- Джоан Коллинз — Пирл Слэгхупл
- Алекс Менесес — Рокси
- Тони Лонго — Биг Рокко
- Дэнни Вудберн — Литтл Рокко
- Джон Тейлор — Кит Рокхард
- Ирвин Кийес — Джо Рокхед
- Джон Стефенсон — священник
- Джон Чо — парковщик

## Выпуск
Фильм провалился в прокате, собрав $59,5 млн при бюджете в $83 млн. Первый фильм в своё время собрал $341 млн. На сайте Rotten Tomatoes рейтинг «свежести» фильма составляет 25 %, на Metacritic у фильма 27/100.
Роджер Эберт поставил фильму половину звезды из четырёх. Фильм критиковали за предсказуемый сюжет, шутки и актёрскую игру. Отмечалось, что фильм спотыкается уже с самого начала из-за взрослых предпосылок сюжета.
На антипремии «Золотая малина» в 2001 году фильм был номинирован на четыре награды: «Худший фильм», «Худшая мужская роль второго плана» (Стивен Болдуин), «Худшая женская роль второго плана» (Джоан Коллинз), «Худший приквел, сиквел, ремейк или плагиат». Ни одной награды фильм в итоге так и не получил.